# Astacilla lasallae
Astacilla lasallae là một loài chân đều trong họ Arcturidae. Loài này được Paul & Menzies miêu tả khoa học năm 1971.